# فرانسيسكو فلاتشي
فرانسيسكو فلاتشي (بالإيطالية: Francesco Flachi)‏ (8 أبريل 1975 بفلورنسا في إيطاليا - ) هو لاعب كرة قدم إيطالي في مركز الهجوم. شارك مع منتخب إيطاليا تحت 18 سنة لكرة القدم. أما مع النوادي، فقد لعب مع فيورنتينا ونادي أنكونا ونادي إمبولي ونادي باري ونادي بريشيا ونادي سامبدوريا.

## روابط خارجية
- فرانسيسكو فلاتشي على موقع قاعدة بيانات كرة القدم.إي يو (الإنجليزية)
- فرانسيسكو فلاتشي على موقع عالم كرة القدم.نت (الإنجليزية)